# Giros naturais e reversos (dança)
Os termos giro natural é giro reverso (contraparte quase espelhada) são passos de dança em que os parceiros giram um de frente ao outro respectivamente no sentido horário (natural) ou no sentido anti-horário (reverso). Terminologia usada no grupo "padrão internacional de danças de salão" (standard); são nomes de figuras syllabus em valsa, valsa vienense, foxtrot, quickstep. Além disso, as palavras "natural" e "reverso" são usadas em algumas figuras que equivalem a virar para a direita ou para a esquerda respectivamente.
O nome "natural" tem duas explicações: (1) em uma posição padrão fechada na dança de salão, os parceiros são um pouco deslocados para a esquerda um em relação ao outro, o que torna a curva à direita mais fácil, virar para a direita é parcialmente compensado pela curva para a esquerda da linha de dança, de modo que é preciso menos esforço para permanecer na linha de dança ao virar para a direita, do que usar mais trabalho no pé oposto e virar para a esquerda, especialmente nos cantos.; (2) o progresso ao redor da pista ao longo da linha de dança (direção) no sentido anti-horário; (3) é normalmente usado para avançar um par 5⁄4 na linha de dança virada para baixo, embora uma curva giratória rebaixada também seja muito útil para virar no canto, onde a curva de rotação natural consiste na primeira metade de uma curva natural seguida por um pivô subvirado.

## Giro natural
Líder/condutor
| Bater | Posição do pé                      | Alinhamento                      | quantidade de turno             | trabalho de pés        |
| ----- | ---------------------------------- | -------------------------------- | ------------------------------- | ---------------------- |
| 1     | Pé direito para a frente           | De frente para a parede diagonal | Comece a virar à direita        | Calcanhar – dedo do pé |
| 2     | Lado do pé esquerdo                | Centro diagonal de apoio         | entre 1 e 2                     | Dedo do pé             |
| 3     | Pé direito se fecha ao pé esquerdo | Linha de dança de apoio          | entre 2 e 3                     | Toe – calcanhar        |
| 4     | Pé esquerdo para trás              | Linha de dança de apoio          | Comece a virar à direita        | Toe – calcanhar        |
| 5     | Lado do pé direito                 | Apontando para o centro diagonal | entre 4 e 5, o corpo gira menos | Dedo do pé             |
| 6     | Pé esquerdo fecha ao pé direito    | Voltado para o centro diagonal   | Corpo completa a volta          | Toe – calcanhar        |

Seguidora/conduzida
| Bater | Posição do pé                      | Alinhamento                  | quantidade de turno              | trabalho de pés        |
| ----- | ---------------------------------- | ---------------------------- | -------------------------------- | ---------------------- |
| 1     | Pé esquerdo para trás              | Parede diagonal de apoio     | Comece a virar à direita         | Toe – calcanhar        |
| 2     | Lado do pé direito                 | Apontando linha de dança     | entre 1 e 2 (o corpo gira menos) | Dedo do pé             |
| 3     | Pé esquerdo fecha ao pé direito    | Enfrentando a linha de dança | Corpo completa a volta           | Toe – calcanhar        |
| 4     | Pé direito para a frente           | Enfrentando a linha de dança | Comece a virar à direita         | Calcanhar – dedo do pé |
| 5     | Lado do pé esquerdo                | centro de apoio              | entre 4 e 5                      | Dedo do pé             |
| 6     | Pé direito se fecha ao pé esquerdo | Centro diagonal de apoio     | entre 5 e 6                      | Toe – calcanhar        |

### Outras movimentos naturais
Lista de outros giros:
- Natural spin turn
- Natural pivot turn
- Natural promenade turn
- Natural twist turn
- Natural ronde turn
- Fallaway natural turn
- Natural weave
- Natural Telemark
- Natural hover Telemark
- Natural zig-zag
- Natural hover
- Natural lock hover
- Natural hover whisk
- Natural fallaway whisk
- Natural fallaway
- Natural hairpin
- Natural top
- Natural opening out
- Natural roll
- Natural basic movement (I.S. samba)
- Impetus giro natural básico
- Natural fleckerl

## Giro reverso
Líder/condutor
| Bater | Posição do pé                      | Alinhamento                      | quantidade de turno             | trabalho de pés        |
| ----- | ---------------------------------- | -------------------------------- | ------------------------------- | ---------------------- |
| 1     | Pé esquerdo para a frente          | Voltado para o centro diagonal   | Comece a virar à esquerda       | Calcanhar – dedo do pé |
| 2     | Lado do pé direito                 | Parede digonal de apoio          | entre 1 e 2                     | Dedo do pé             |
| 3     | Pé esquerdo fecha ao pé direito    | Linha de dança de apoio          | entre 2 e 3                     | Toe – calcanhar        |
| 4     | pé direito atrás                   | Linha de dança de apoio          | Comece a virar à esquerda       | Toe – calcanhar        |
| 5     | Lado do pé esquerdo                | Apontando a parede diagonal      | entre 4 e 5, o corpo gira menos | Dedo do pé             |
| 6     | Pé direito se fecha ao pé esquerdo | De frente para a parede diagonal | Corpo completa a volta          | Toe – calcanhar        |

Seguidora/conduzida
| Bater | Posição do pé                      | Alinhamento                  | quantidade de turno              | trabalho de pés        |
| ----- | ---------------------------------- | ---------------------------- | -------------------------------- | ---------------------- |
| 1     | pé direito atrás                   | Centro diagonal de apoio     | Comece a virar à esquerda        | Toe – calcanhar        |
| 2     | Lado do pé esquerdo                | Apontando linha de dança     | entre 1 e 2 (o corpo gira menos) | Dedo do pé             |
| 3     | Pé direito se fecha ao pé esquerdo | Enfrentando a linha de dança | Corpo completa a volta           | Toe – calcanhar        |
| 4     | Pé esquerdo para a frente          | Enfrentando a linha de dança | Comece a virar à esquerda        | Calcanhar – dedo do pé |
| 5     | Lado do pé direito                 | parede de fundo              | entre 4 e 5                      | Dedo do pé             |
| 6     | Pé esquerdo fecha ao pé direito    | Parede diagonal de apoio     | entre 5 e 6                      | Toe – calcanhar        |

### Outras movimentos reversos
Lista de outros giros:
- Chasse reverse turn
- Open reverse turn
- Pivot reverse turn
- Basic reverse turn
- Checked reverse turn
- Reverse corte
- Reverse pivot
- Fallaway reverse
- Reverse wave
- Double reverse spin
- Quick open reverse
- Reverse top
- Natural basic movement (I.S. samba)
- Double reverse wing
- Swivel reverse
- Reverse lock (turn)
- Telemark giro reverso básico
- Reverse barrel roll
- Reverse fleckerl